# Liaromorpha buonluoiensis
Liaromorpha buonluoiensis is een rechtvleugelig insect uit de familie sabelsprinkhanen (Tettigoniidae). De wetenschappelijke naam van deze soort is voor het eerst geldig gepubliceerd in 1994 door Gorochov.